# Love Again (麻倉未稀のアルバム)
『Love Again』（ラブ・アゲイン）は、1985年4月21日に発売された麻倉未稀の7枚目のオリジナル・アルバム。発売元はCRYSTAL BIRD/キングレコード。

## 概要
11枚目のシングル「ヒーロー HOLDING OUT FOR A HERO」、12枚目のシングル「ハートブレイカー 泣かないで」を収録。麻倉自身のオリジナル曲以外にも洋楽カバーを多数収録し、ダンス・ミュージックを軽やかに歌唱したアルバムとなっている。
M-1「ヒーロー HOLDING OUT FOR A HERO」は、1984年に公開された映画『フットルース』の挿入歌でウェールズの女性歌手ボニー・タイラーが歌った「Holding Out for a Hero」のカバー。
M-3「あの胸にもう一度」は、アメリカ合衆国のミュージシャン マイケル・センベロが1984年に発表した「Hysterical」のカバー。
M-5「モーニング・ミスティ」は、1984年公開のアメリカ映画『スプラッシュ』(Splash) の主題歌で、アメリカの女性歌手リタ・クーリッジが歌った「Love Came for Me」のカバー。ライナーノートの表記では、タイトルに ― LOVE CAME FOR ME (Theme from "SPLASH") ― と補記されている。
M-6「GIRLS GET LONELY TOO」は、カナダのシンガーソングライター、マリー・ボットレルのカバーで、1985年に発表されたアルバム『Girls Get Lonely Too』に収録された楽曲。
2023年2月3日に開始された音楽配信では、「ヒーロー HOLDING OUT FOR A HERO」がカットされている。

## 収録曲

### LP・CT

#### SIDE A
1. ヒーロー HOLDING OUT FOR A HERO（4:45）
作詞・作曲: Jim Steinman, Dean Pitchford / 訳詞: 売野雅勇 / 編曲: 渡辺博也
  - 11thシングルA面曲で、ボニー・タイラーの「Holding Out for a Hero」のカバー曲。
2. ハートブレイカー 泣かないで（4:01）
作詞: 松井五郎 / 作曲: 鈴木キサブロー / 編曲: 新川博
  - 12thシングルA面曲。
3. あの胸にもう一度（4:08）
作詞・作曲: Michael Sembello, Daniel Sembello, Mark Hudson, Steve Dudas[8], Dick Rudolph / 訳詞: 大沢孝子 / 編曲: 戸塚修
4. Last Song ララバイ（4:02）
作詞: 麻倉未稀 / 作曲: Michael Lin / 編曲: 新川博　
  - 「ハートブレイカー 泣かないで」のB面曲。
5. モーニング・ミスティ（4:24）
作詞・作曲: Lee Holdridge, Will Jennings / 訳詞: 大沢孝子 / 編曲: 渡辺博也
  - リタ・クーリッジ「Love Came for Me」のカバー曲。

#### SIDE B
1. GIRLS GET LONELY TOO（3:21）
作詞・作曲: Byron Gallimore, Bill Shore / 訳詞: 竜真知子 / 編曲: 戸塚修
  - マリー・ボットレル「Girls Get Lonely Too」のカバー曲。
2. ワンダフル・ワールド（5:02）
作詞: 麻倉未稀 / 作曲: Michael Lin / 編曲: 梅垣達志
  - 後に13thシングル「RUNAWAY」のB面曲としてシングルカットされた。
3. ONE SHOT（3:59）
作詞・作曲: Marc Jordan, Leslie Lynne Smith / 訳詞: 麻倉未稀 / 編曲: 渡辺博也
4. 海辺からの手紙（4:09）
作詞: 竜真知子 / 作曲・編曲: 渡辺博也
5. Love Again（4:42）
作詞: 麻倉未稀 / 作曲: Michael Lin / 編曲: 梅垣達志
  - 梅垣達志とのデュエット曲。

### CD
1. ヒーロー HOLDING OUT FOR A HERO
2. ハートブレイカー 泣かないで
3. あの胸にもう一度
4. Last Song ララバイ
5. モーニング・ミスティ
6. GIRLS GET LONELY TOO
7. ワンダフル・ワールド
8. ONE SHOT
9. 海辺からの手紙
10. Love Again

### 配信
1. ハートブレイカー 泣かないで
2. あの胸にもう一度
3. Last Song ララバイ
4. モーニング・ミスティ
5. GIRLS GET LONELY TOO
6. ワンダフル・ワールド
7. ONE SHOT
8. 海辺からの手紙
9. Love Again

## 参考資料
- オリコン『ALBUM CHART-BOOK COMPLETE EDITION 1970-2005』オリコン・マーケティング・プロモーション、2006年4月。ISBN 978-4-87131-077-2。